# Karol Piltz
Karol Piltz (1903-1939) fou un jugador d'escacs polonès.

## Resultats destacats en competició
Piltz va representar Polònia a la I Olimpíada d'escacs no oficial a París, 1924, empatà als llocs 3r-7è al 1r Campionat d'escacs de Polònia a Varsòvia, 1926 (el campió fou Dawid Przepiórka), i empatà als llocs 17è-18è a Jurata 1937 (4t Campionat de Polònia, el campió fou Savielly Tartakower).
Piltz, conjuntament amb els altres membres de l'equip de Varsòvia, (Abram Blass, Rafał Feinmesser, Paulin Frydman, Stanisław Kohn, Leon Kremer, Henryk Pogorieły) va guanyar la medalla d'or al 1r Campionat de Polònia per Equips a Królewska Huta 1929.
Va morir durant el setge del Tercer Reich de Varsòvia el setembre de 1939.